# Szarvasgede
Szarvasgede – wieś i gmina w północnej części Węgier, w pobliżu miasta Pásztó.
Miejscowość leży na obszarze Średniogórza Północnowęgierskiego i należy do powiatu Pásztó, wchodzącego w skład komitatu Nógrád.
Gmina Szarvasgede liczy 432 mieszkańców (2009) i zajmuje obszar 9,99 km².